# Sideroxylon altamiranoi
Sideroxylon altamiranoi är en tvåhjärtbladig växtart som först beskrevs av Joseph Nelson Rose och Paul Carpenter Standley, och fick sitt nu gällande namn av Terence Dale Pennington. Sideroxylon altamiranoi ingår i släktet Sideroxylon och familjen Sapotaceae. IUCN kategoriserar arten globalt som sårbar. Inga underarter finns listade i Catalogue of Life.